# 小行星7202
小行星7202（7202 Kigoshi）是一颗围绕太阳公转的小行星。1995年2月19日，新島恒男、浦田武在尾島町发现了此天体。
該小行星以日本化學家木越邦彥命名。
这颗小行星的绝对星等为51.01512775093594等。